# Campionati del mondo Ironman del 1999
I Campionati del mondo Ironman del 1999 furono vinti da Luc Van Lierde e Lori Bowden.

## Ironman Hawaii - Classifica

### Uomini
| Pos. | Tempo   | Nome              | Paese       | Ripartizione tempi | Ripartizione tempi | Ripartizione tempi | Ripartizione tempi | Ripartizione tempi |
| Pos. | Tempo   | Nome              | Paese       | Nuoto              | T1                 | Bici               | T2                 | Corsa              |
| ---- | ------- | ----------------- | ----------- | ------------------ | ------------------ | ------------------ | ------------------ | ------------------ |
|      | 8:17:17 | Luc Van Lierde    | Belgio      | 0:50:38            | 1:20               | 4:41:26            | 1:07               | 2:42:46            |
|      | 8:22:54 | Peter Reid        | Canada      | 0:50:46            | 1:08               | 4:41:39            | 1:25               | 2:47:56            |
|      | 8:25:42 | Timothy DeBoom    | Stati Uniti | 0:48:51            | 0:56               | 4:42:58            | 1:34               | 2:51:23            |
| 4    | 8:27:06 | Christoph Mauch   | Svizzera    | 0:53:00            | 0:59               | 4:39:22            | 1:16               | 2:52:29            |
| 5    | 8:27:12 | Olivier Bernhard  | Svizzera    | 0:53:38            | 1:21               | 4:48:44            | 1:32               | 2:41:57            |
| 6    | 8:28:49 | Thomas Hellriegel | Germania    | 0:53:07            | 1:44               | 4:38:38            | 1:17               | 2:54:03            |
| 7    | 8:36:34 | Frank Heldoorn    | Paesi Bassi | 0:53:07            | 1:02               | 4:49:38            | 1:35               | 2:51:12            |
| 8    | 8:37:22 | Christopher Legh  | Australia   | 0:50:35            | 1:27               | 4:48:12            | 1:32               | 2:55:36            |
| 9    | 8:38:21 | Christophe Buquet | Francia     | 0:56:45            | 1:18               | 4:45:43            | 1:28               | 2:53:07            |
| 10   | 8:39:20 | Peter Sandvang    | Danimarca   | 0:50:37            | 0:54               | 4:40:13            | 1:02               | 3:06:34            |

### Donne
| Pos. | Tempo   | Nome            | Paese       | Ripartizione tempi | Ripartizione tempi | Ripartizione tempi | Ripartizione tempi | Ripartizione tempi |
| Pos. | Tempo   | Nome            | Paese       | Nuoto              | T1                 | Bici               | T2                 | Corsa              |
| ---- | ------- | --------------- | ----------- | ------------------ | ------------------ | ------------------ | ------------------ | ------------------ |
|      | 9:13:02 | Lori Bowden     | Canada      | 1:02:23            | 1:32               | 5:08:30            | 1:21               | 2:59:16            |
|      | 9:20:40 | Karen Smyers    | Stati Uniti | 0:53:03            | 1:31               | 5:15:01            | 1:32               | 3:09:33            |
|      | 9:24:30 | Fernanda Keller | Brasile     | 0:56:04            | 1:04               | 5:16:33            | 1:19               | 3:09:30            |
| 4    | 9:29:23 | Suzanne Nielsen | Danimarca   | 0:53:02            | 1:59               | 5:16:08            | 1:38               | 3:16:36            |
| 5    | 9:34:41 | Beth Zinkand    | Stati Uniti | 0:54:48            | 1:03               | 5:13:50            | 1:18               | 3:23:42            |
| 6    | 9:36:39 | Joanna Zeiger   | Stati Uniti | 0:50:33            | 1:23               | 5:29:52            | 2:17               | 3:12:34            |
| 7    | 9:38:49 | Louise Davoren  | Australia   | 1:00:24            | 2:35               | 5:14:46            | 1:35               | 3:19:29            |
| 8    | 9:40:39 | Heather Fuhr    | Canada      | 0:58:31            | 1:17               | 5:27:52            | 1:57               | 3:11:02            |
| 9    | 9:40:49 | Joanne King     | Australia   | 0:53:13            | 1:27               | 5:25:21            | 2:29               | 3:18:19            |
| 10   | 9:42:09 | Sian Welch      | Stati Uniti | 0:53:17            | 1:31               | 5:25:46            | 1:52               | 3:19:43            |

## Ironman - Risultati della serie

### Uomini
| Evento    | Oro        | Tempo   | Argento          | Tempo   | Bronzo        | Tempo   |
| Australia | Peter Reid | 8:23:10 | Christopher Legh | 8:34:05 | Jason Shortis | 8:44:07 |

### Donne
| Evento    | Oro         | Tempo   | Argento     | Tempo   | Bronzo         | Tempo   |
| Australia | Lori Bowden | 9:08:51 | Joanne King | 9:22:05 | Wendy Ingraham | 9:25:19 |

## Calendario competizioni
| Progr. | Data          | Evento            | Sede                                   | Nazione   |
| ------ | ------------- | ----------------- | -------------------------------------- | --------- |
| 1      | 4 aprile 1999 | Ironman Australia | Forster/Tuncurry, Nuovo Galles del Sud | Australia |